# 石附潤
石附 潤（いしづき じゅん、1989年11月30日 - ）は、日本の俳優。TWIN PLANET所属。演劇部隊チャッターギャング劇団員。劇団プレステージの元劇団員。

## 人物
- 特技はアクション、弾き語り。
- 趣味はサウナ
- ディズニー好き
- ディズニーで好きな作品は、ライオン・キング、アラジン。[1]
- 絶叫マシーンは、笑って乗ることができる。
- 小学生～高校生まで、野球をやっていた[2]。頭の形が良かったことから、坊主姿に定評があった[3]。

## 出演

### 舞台
- 演劇部隊チャッターギャング 21st GAMBLE「はい!こちら…うわさの委員会です」（2017年9月6日 - 10日、シアターグリーンBOX in BOX THEATER）
- 演劇部隊チャッターギャング 22nd GAMBLE「あの娘の声は…この空の彼方に」（2018年7月4日 - 8日、シアターグリーンBOX in BOX THEATER）
- 演劇部隊チャッターギャング 23rd GAMBLE「のべつ まくなし かべひとえ」（2019年7月3日 - 7日、シアターグリーンBOX in BOX THEATER）
- 演劇部隊チャッターギャング 24th GAMBLE「チャッターくんの うまれた おへや」（2022年1月19日 - 13日、シアターグリーンBOX in BOX THEATER）
- 劇団プレステージ第18回本公演「シナリオに映る半月」（2023年2月22日 - 26日、劇場MOMO）[4]
- 演劇集団アトリエッジ 特攻隊ミュージカル「流れる雲よ」～令和五年より愛をこめて～（2023年7月28日 - 31日、三越劇場）- 井上洋二 役
- ちはやぶる神の国〜異聞本能寺の変（2024年4月17日 - 21日、博品館劇場) - 羽柴秀吉 役
- 演劇集団アトリエッジ 特攻隊ミュージカル「流れる雲よ」～令和六年より愛をこめて～（2024年8月14日 - 18日、三越劇場）- 大漉忠夫 役

### ドラマ
- 今日からヒットマン（2023年10月27日 - 、テレビ朝日）

### イベント
- 夏だ!千本だ!劇プレだ!ファミマー大感謝祭!!〜卒業式と始業式〜（2022年8月27日、千本桜ホール）

### その他
- うたう!役者100人展!!（主催：gekichap）[5]